# Nekoosa (Wisconsin)
Pour les articles homonymes, voir Nekoosa.
Nekoosa est une ville américaine située dans le comté de Wood, au Wisconsin. Selon le recensement de 2010, sa population est de 2 580 habitants.